# 切里萨诺
切里萨诺（義大利語：Cerisano），是意大利科森扎省的一个市镇。总面积15.19平方公里，人口3299人，人口密度217.2人/平方公里（2009年）。ISTAT代码为078037。